# Цабар, Шалом
Шалом Цабар (англ. Shalom Sabar) — израильский фольклорист и искусствовед, профессор истории искусства и еврейского фольклора в Еврейском Университете в Иерусалиме.

## Биография
Он родился в арамейскоязычной еврейской общине Заху, в иракском Курдистане. В связи с этим область его научных интересов во многом связана с наследием ближневосточных евреев.
Профессор Цабар получил докторскую степень по истории искусства в Калифорнийском университете Лос-Анджелеса в 1987 г.. Сферой его преподавания и научного исследования являются искусство и фольклор еврейских общин в христианской Европе и исламском Востоке. Особый акцент делается на следующих разделах:
- визуальное искусство среди евреев Италии в эпоху Ренессанса и Барокко;
- Сефардская визуальная культура до и после изгнания с Пиренейского полуострова;
- еврейские искусство и культура Средиземноморья,
- жизнь и культура евреев в Голландии во времена «Золотого века»;
- еврейское народное искусство и народная религия в Германии и Польше;
- иллюстрирование еврейских рукописей и книг;
- еврейские ритуалы, связанные с деторождением и свадьбой;
- иллюстрированные брачные контракты;
- еврейские ритуалы и обряды в искусстве и фольклоре;
- еврейские амулеты и магия;
- образ евреев в христианском искусстве;
- надписи на иврите в христианском искусстве;
- Библия и Иерусалим в еврейском, христианском и мусульманском искусстве;
- образ Соломонова Храма в мировом искусстве.

Профессор Цабар издал 4 книги и более 150 статей на разных языках, посвященных вышеперечисленным темам. Одна из его книг (Ketubbah: Jewish Marriage Contracts of the Hebrew Union College, Philadelphia and New York, 1990) была удостоена Американской Национальной Премии Еврейской Книги. В 2002 проф. Сабар получил Премию Ректора в Еврейском Университете за «Непрерывное совершенство преподавания». Другая книга, Jerusalem — Stone and Spirit: 3000 Years of History and Art, совместно с проф. Дан Бахат, появилась на китайском (Shanghai: SD Press, 2003).
Профессор Цабар работает редактором Rimonim, единственного периодического издания на иврите по еврейскому искусству (издается израильским Министерством образования), соредактором ежегодника Jerusalem Studies in Jewish Folklore (издается Еврейским Университетом) и входит в редакторский совет Pe’amim: Studies in Oriental Jewry (издается Институтом Бен-Цви, Иерусалим). В дополнение, он является членом совета редакторов 20-томной серии (на иврите) о евреях в исламских странах. Его последняя книга The life Cycle (о евреях в мусульманских странах в современный период), является частью вышеупомянутой серии. Большая и богато проиллюстрированная книга получила высокую оценку критиков и была выбрана в качестве начального учебного пособия для студентов отделений Еврейского Фольклора в университетах Израиля.
Некоторые другие виды общественной деятельности включают работу приглашенным куратором выставок в Израиле и за рубежом; ответственность за программы в вышеперечисленных областях в Министерстве Образования Израиля; участие в общественных комитетах по искусству и этническим вопросам в Израиле, Комитете по Изобразительным Искусствам Еврейского Университета; участие в академических советах еврейских музеев и этнических организаций (например: Центр по наследию евреев Вавилонии Ор-Йехуда; Музей Итальянско-еврейского искусства Нахон в Иерусалиме; Музей Вольфсона, Музей Хейхаль Шломо в Иерусалиме). В 1990-х проф. Сабар занимал пост директора Общества Еврейского Искусства (Иерусалим) и Центра Исследований и преподаваний наследия Сефардов и евреев мусульманских стран Мисгав Йерушалаим (Еврейский Университет).
Профессор Цабар активно выступает с лекциями в академических и неакадемических заведениях Израиля, Европы, США. Кроме того, он организует туры и лекции в рамках семинаров-путешествий по еврейским памятным местам Европы (Италия, Франция, Испания, Португалия, Турция, Греция, Голландия, Словакия, Чешская Республика, Россия), Центральной Азии (Узбекистан — Бухара), Северной Африки (Марокко и Тунис). В последние годы он преподавал в качестве приглашённого профессора в нескольких университетах США и Австралии.
В 2004 г. Профессор Цабар получил премию Примо Леви в Центре исследований по иудаике в Университете Пенсильвании; во время весеннего семестра 2007 г. он занимал пост приглашенного профессора в программе Маурицио Амадо по сефардским исследованиям в университете Калифорнии (Лос Анджелес) UCLA; а во время зимнего семестра 2009 г. занимал пост приглашенного преподавателя в университете в Сиднее. С 2004 по 2008 проф. Сабар возглавлял отделение Еврейского и Сравнительного Фольклора (Еврейский Университет) — единственная полная программа такого рода в академическом мире. В дополнение проф. Сабар работал директором по науке «Ревивим», Программе Еврейского Университета по подготовке преподавателей в области иудаики (2008—2011).
Одним из хобби Цабара является коллекционирование широкого спектра еврейских бумажных объектов искусства, которые служат ему и его студентам бесценными источниками для изучения, исследования и обучения.